# Сотир Митрев
Сотир Митрев (на македонска литературна норма: Сотир Митрев) е австралийски общественик, с произход от Егейска Македония, деец на македонистката емиграция в Австралия.

## Биография
Сотир Митрев е роден в 1932 г. в леринското село Росен (на гръцки Ситария). В 1953 година емигрира в Белгия, а в 1968 година - в Австралия. В 1994 година формира Македонската хуманитарна организация в Австралия, която години наред изпраща помощ за Република Македония. Той е един от основоположниците на Македонската радиопрограма 3ЗЗЗ в Мелбърн.